# Zwing (Inzell)
Zwing ist ein 714 m ü. NHN hoch gelegener Gemeindeteil der Gemeinde Inzell im oberbayerischen Landkreis Traunstein.

## Etymologie
Der Ortsname Zwing dürfte den örtlichen geographischen Gegebenheiten Rechnung tragen – als eine Bergenge zwischen Inzell und Weißbach, die den Landkreis Traunstein vom Landkreis Berchtesgadener Land trennt. Dieser Verbindungsweg zwischen den beiden Landkreisen wird zwischen Falkenstein und Kienbergl, zwischen Falkenstein und  Plattlinger Rücken und erneut zwischen Scharnkopf und Plattlinger Rücken eingezwängt bzw. stark verengt.

## Geschichte
Am Ostrand der Talung von Zwing zog einst die vom Gletschergarten Weißbach herüberkommende, zwischen 1617 und 1619 erbaute Soleleitung durch.

## Geographie

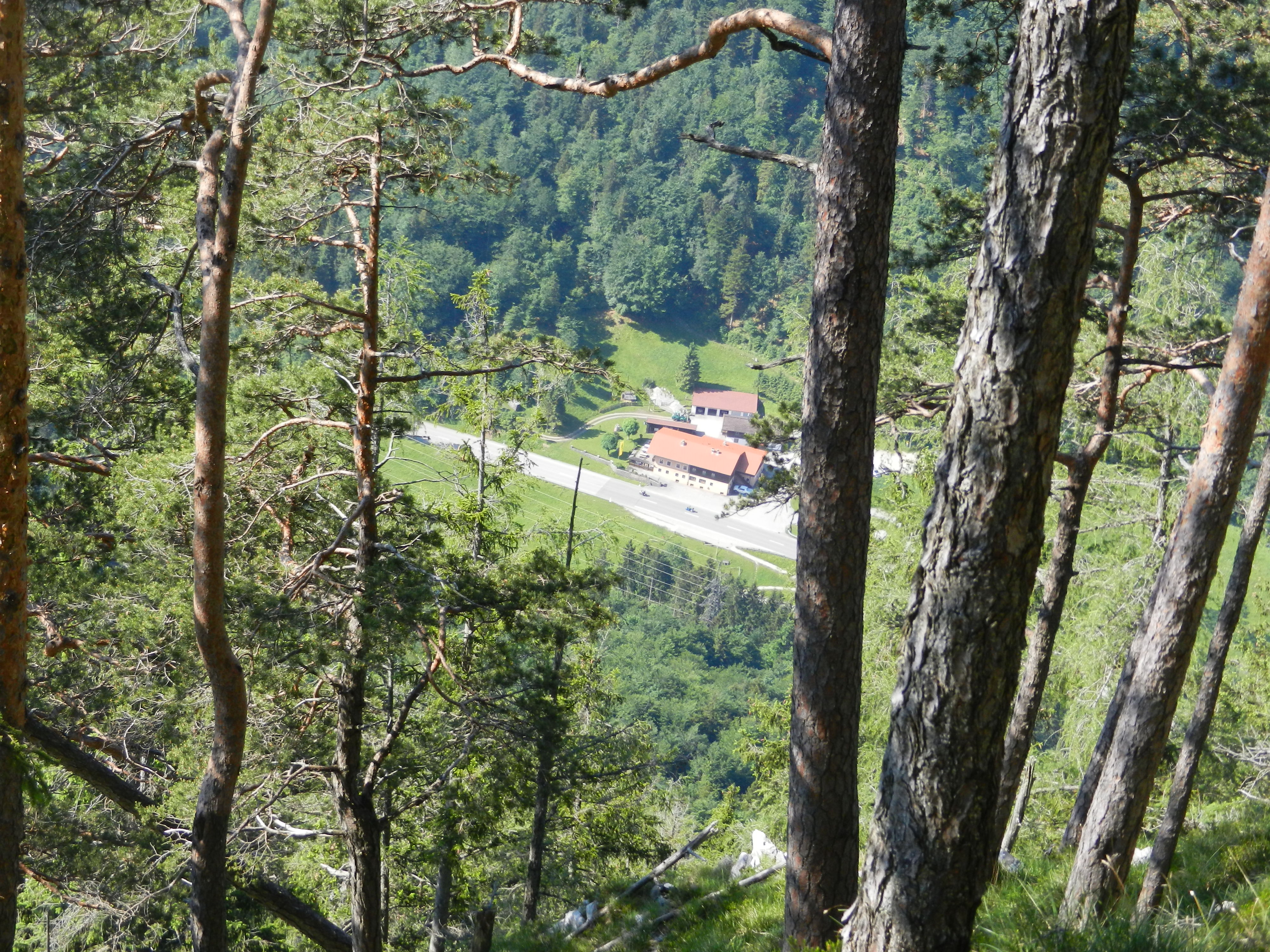
Blick vom Falkenstein in Südsüdwest-Richtung hinunter nach Zwing mit Deutscher Alpenstraße

Die Zwing liegt 2,5 Kilometer südlich des Ortszentrums von Inzell an der Deutschen Alpenstraße (B 305 – hier Reichenhaller Straße). Sie befindet sich auf 714 Meter Höhe am Südwestrand einer rund 700 Meter langen und 150 Meter breiten Talungslichtung, eingeschnitten zwischen dem Falkenstein (1181 m) im Nordnordosten und dem Plattlinger Rücken des Maierknogls (1303 m) am Inzeller Kienberg im Südwesten. Der Ortsteil besteht aus einem großen Gasthof und den dazugehörenden Wirtschaftsgebäuden.
Bis zur Gemeindegrenze von Schneizlreuth und dessen Ortsteil Scharmann im Südosten sind es nur 300 Meter.
Von Zwing gehen mehrere Wanderwege und Berganstiege aus. So führt ein Fahrweg nach Osten ins Weittal, von wo aus der Falkenstein entlang Falkenseebach und Falkensee umrundet werden kann. Berganstiege vom Beginn des Weittals leiten sodann links hoch zum Falkenstein durch dessen Südflanke oder nach Osten hinüber zum Wasserloch, dem Quelltopf des Weißbachs sowie weiter hoch zum Kleinen Turm, zum Großen Turm (1120 m), zum Scharnkopf (1356 m) und zum Gruberhörndl (1493 m). Nach Überqueren des Weißbachs und der Gemeindegrenze von Inzell zweigt ein Steig von Scharmann zum Gletschergarten Weißbach ab, von dem zum Weißbachfall hinuntergestiegen werden kann. Unschwer lassen sich auch das Wildenmoos mit Moar-Alm im Nordwesten der Zwing erwandern (mit Verbindung nach Schmelz), außerdem besteht von hier aus ein Anstieg über den Brennatsteig durch die Südseite des Kienbergls hoch zu dessen westlichem Vorgipfel. Nur 100 Meter nördlich von Zwing entspringt ein kleiner Bach, der durch die Talenge zwischen Kienbergl und Falkenstein hindurch über 800 Meter nach Norden zum Zwingsee abfließt und von einem Wanderweg begleitet wird. Über den Hüttensteig geht es nach Westen zur alten Bergbauhalde in der Nordflanke des Streichers (1356 m) hinauf, welcher durch die Schneegrube nördlich unterhalb des Zenokopfs (1603 m) relativ leicht zu besteigen ist. Vom Hüttensteig aus können auch der Maierknogl und der Plattlinger Rücken erklommen werden. Der Alpensteig schließlich zieht ins Tal des Vorderen Schwarzachen auf der Südseite des Inzeller Kienbergs und weiter zur Kaitlalm, die bereits auf Ruhpoldinger Gemeindegebiet gelegen ist.

## Geologie
Die Talung bei Zwing ist Würm-kaltzeitlichen Ursprungs und wurde vom Ferneis des Rottraungletschers bei seinem Vorstoß nach Norden ins Inzeller Zungenbecken geformt. Die Ferneiszunge überfuhr hierbei Anstehendes der ladinischen Partnach-Formation, deren Reste auf beiden Talseiten erhalten sind. Das Kalkgestein gehört zur Staufen-Höllengebirgs-Decke des Tirolikums. Laut Klaus Doben (1973) erreichte das Ferneis bei Zwing eine Höhe von knapp 1000 Meter und war daher zirka 280 Meter dick. Die Eismassen teilten sich bei Zwing in drei Zungen, die durch das Wildenmoos, durch die Talenge südlich des Zwingsees und durch das Weittal nach Inzell vorrückten. Bei ihrem Abschmelzen am Ende der Kaltzeit hinterließen sie in allen drei Tälern Moränen, deren Wallformen bei Zwing zu erkennen sind. Nach der Abtauphase kam es in allen drei Talungen zu einer teilweisen Ausräumung der Moränenablagerungen und zur Wiederauffüllung mit Rückzugsschottern. Hangschuttmassen haben sich am Südfuß des Falkensteins und am Nordostfuß des Plattlinger Rückens angesammelt – sie dürften wahrscheinlich spätglazialen bis holozänen Alters sein.

## Ökologie
Die Talungslichtung um Zwing bildet Teil eines Landschaftsschutzgebiets mit der Bezeichnung Schutz eines Landschaftsstreifens beiderseits der Bundesstraße 305 (Alpenstraße). Dieses kleine Gebiet kommt zwar innerhalb des Naturschutzgebiets Östliche Chiemgauer Alpen zu liegen, bleibt aber dennoch von ihm ausgespart.